# 2468 Repin
2468 Repin је астероид главног астероидног појаса са средњом удаљеношћу од Сунца која износи 2,327 астрономских јединица (АЈ).
Апсолутна магнитуда астероида је 12,4.